# Route départementale 48 (Val-d'Oise)
Pour les articles homonymes, voir Route 48.
La route départementale 48 est une route départementale du Val-d'Oise.

## Tracé
La D 48 est une route départementale fréquentée du Val-d'Oise traversant Argenteuil, Cormeilles-en-Parisis, Montigny-lès-Cormeilles et Herblay. Elle longe l'autoroute A15 à distance.

## Difficultés de circulation
C'est une route à deux voies pendant tout son trajet. Elle possède un tronçon commun avec la RD 392 dans Cormeilles-en-Parisis et Montigny-lès-Cormeilles, ce qui provoque souvent aux heures de pointe une circulation difficile dans le secteur.